# 安唯綾
安唯綾（英語：Ariel Ann，1985年3月5日—），客家人，臺灣女藝人、歌手、演員，本名洪子涵，畢業於國立臺灣師範大學音樂系（主修聲樂）、國立臺灣師範大學表演藝術研究所。2008年參加中視第三屆《超級星光大道》踢館賽PK對戰徐佳瑩一舉成名而出道，曾參與《王子看見二公主》、《結婚好嗎？》、《威廉王子》以及《勞動之王》等偶像劇演出。2017年以客家電視台《明天一起去樂園》偶像劇首度入圍第52屆金鐘獎『戲劇節目女配角獎』提名。

## 第三屆《超級星光大道》踢館PK成績
| 集數 | 首播日期   | 比賽主題                  | 演唱歌曲                         | 原唱者           | 分數  | 備註                                           |
| ---- | ---------- | ------------------------- | -------------------------------- | ---------------- | ----- | ---------------------------------------------- |
| 22   | 2008/06/27 | 關卡： 一對一踢館賽 Part3 | 《Time to say goodbye》 《天空》 | 莎拉·布萊曼 王菲 | 21 17 | 平手徐佳瑩（21分） 二度清唱PK 敗徐佳瑩（19分） |
| 23   | 2008/07/04 | 奮戰： 資格決定賽         | 《You Raise Me》                 | 小野麗莎         | 13    |                                                |

## 戲劇作品

### 電視劇

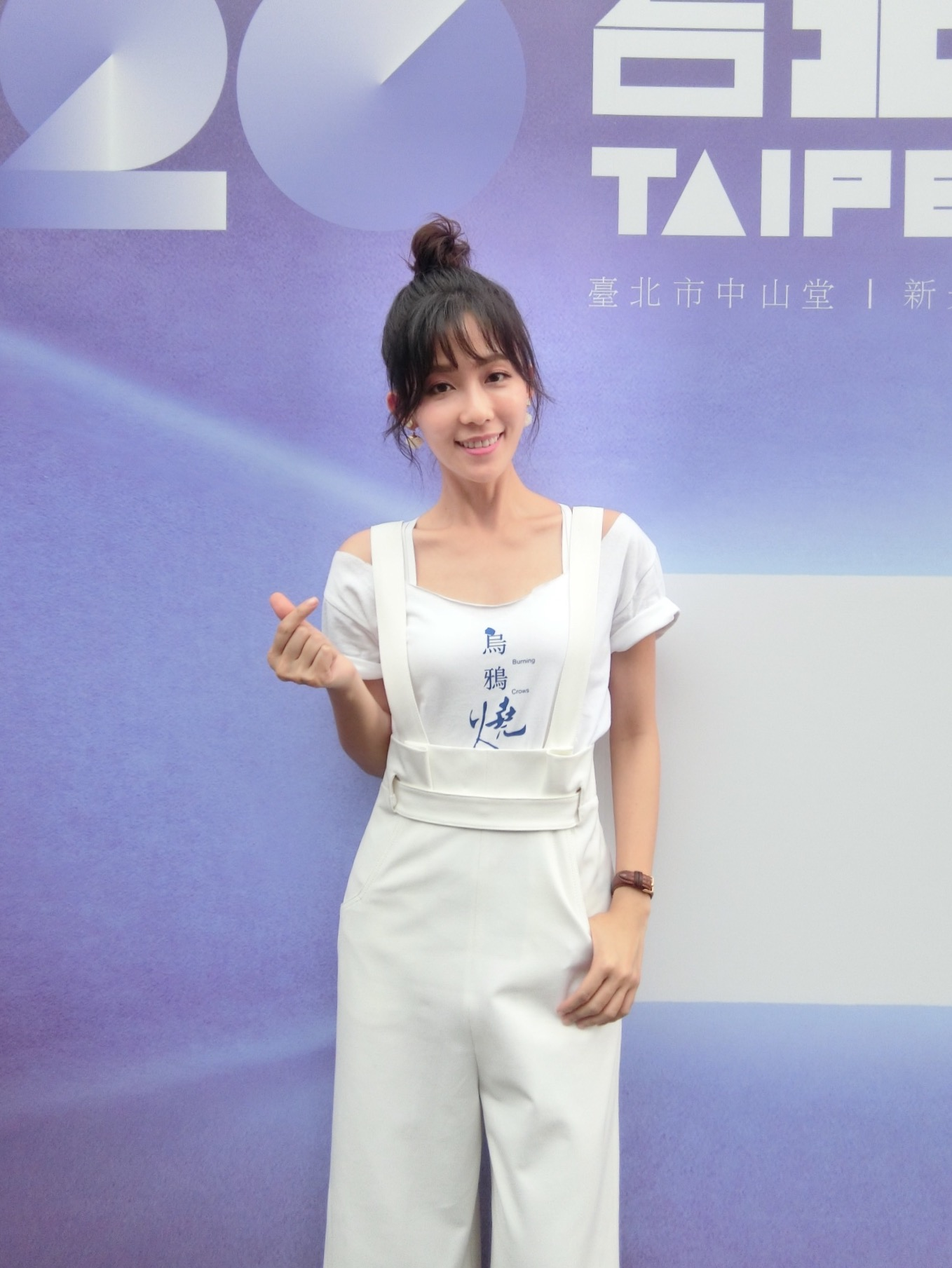
2018年安唯綾出席台北電影節《烏鴉燒》影人Q&A活動

| 首播 | 頻道             | 劇名                            | 角色                   |
| 2008 | 華視             | 王子看見二公主                  | 趙慕凡                 |
| 2009 | 八大綜合台       | 桃花小妹                        | 老師／護士             |
| 2011 | 超視             | 33故事館 第4集 宅配男女         | 仇芊彤                 |
| 2011 | 八大綜合台       | 我可能不會愛你                  | 張美美                 |
| 2011 | 華視             | 易開罐男孩                      | 浩子的老婆             |
| 2013 | 公視             | 沒有名字的甜點店                | 記者                   |
| 2013 | 八大綜合台       | 終極一班3                       | 花伏龍                 |
| 2013 | 臺視             | 結婚好嗎？                      | 關奕菲                 |
| 2014 | 臺視             | 威廉王子                        | 趙凱蒂                 |
| 2014 | 三立都會台       | 再說一次我願意                  | 陳茉莉                 |
| 2014 | 八大綜合台       | 終極惡女                        | 香晴                   |
| 2015 | 三立都會台       | 我的寶貝四千金                  | 陳其霈                 |
| 2015 | 華視             | 一代新兵之八極少年              | 周薇慈                 |
| 2015 | 優酷             | 孤独的美食家                    | 林珍麗                 |
| 2015 | 華視             | 國防部紅色警覺單元劇-赤焰       | 何曉菁                 |
| 2015 | 華視             | 國防部紅色警覺單元劇-潛伏       | 何曉菁                 |
| 2015 | 華視             | 國防部紅色警覺單元劇-諜變       | 何曉菁                 |
| 2015 | 華視             | 國防部紅色警覺單元劇-引陷       | 何曉菁                 |
| 2015 | 華視             | 國防部紅色警覺單元劇-深墜       | 何曉菁                 |
| 2015 | 華視             | 國防部紅色警覺單元劇-暖陽       | 何曉菁                 |
| 2016 | 華視             | 火車情人                        | 陳柔臻                 |
| 2016 | 華視             | 國防部紅色警覺單元劇-真摯的希望 | 吳老師                 |
| 2016 | 客家電視台       | 明天一起去樂園                  | 郭莉雯                 |
| 2017 | 客家電視台       | 勞動之王                        | 王怡晨                 |
| 2017 | 緯來戲劇台       | 最好的選擇                      | 軍聞社記者 陶筱儂上尉  |
| 2018 | 搜狐視頻         | 動物系戀人啊                    | 藍文玲（藍藍）         |
| 2018 | 客家電視台       | 烏鴉燒                          | Angie                  |
| 2018 | 大愛電視台       | 在愛之外                        | 謝秀雲                 |
| 2018 | 台視             | 情·份                           | 王文惠                 |
| 2018 | 騰訊視頻         | 喜歡你時風好甜                  | 尋雪                   |
| 2019 | 大愛電視台       | 菜頭梗的滋味                    | 陳麗玉                 |
| 2020 | 愛奇藝           | 三嫁惹君心                      | 林悅瑤（雅黎麗）       |
| 2020 | 愛奇藝           | 半是蜜糖半是傷                  | Linda                  |
| 2021 | 愛奇藝           | 我的時代，你的時代              | 田娜（客串）           |
| 2021 | 愛奇藝／騰訊視頻 | 陌生的戀人                      | 毀容前的宋小冬（客串） |
| 2021 | 優酷             | 燃燒吧！廢柴                    | 譚小紅                 |
| 2022 | 愛奇藝           | 愛情應該有的樣子                | 許願                   |
| 2022 | 騰訊視頻         | 戀愛的夏天                      | 琳達                   |
| 2022 | 台視             | 美麗人生                        | 安唯綾                 |
| 2022 | 愛奇藝           | 浮圖緣                          | 夢解語                 |
| 2022 | 愛奇藝           | 一不小心順走了將軍              | 安魅                   |
| 2024 | 愛奇藝           | 冬至                            | 喬芮                   |
| 2025 | 優酷             | 吃飯跑步和戀愛                  | 戴伯拉                 |
| 待播 | 優酷             | 北京遇上西雅圖（2016年拍攝）    | 宗姐（青年）           |

### 電影
| 年份 | 類型     | 片名                              | 角色          | 導演           |
| 2010 | 上映     | 三振                              | 劉勝男        | 霍達華         |
| 2012 | 微電影   | Taipei，我的微旅行                | 安筱晴        | 黃河清         |
| 2012 | 微電影   | 內衣少女                          | Fion          | 郝心翔         |
| 2012 | 微電影   | 一百分的吻 （页面存档备份，存于） | 小傑女友      | 陳彥銘         |
| 2013 | 微電影   | 鋼琴                              | Do.Re.Mi.老師 | 陳樂人         |
| 2013 | 上映     | 愛情無全順                        | 林雨倩        | 賴俊羽         |
| 2013 | 微電影   | Give Me 10，棒球場的夏天          | 女老師        |                |
| 2013 |          | 盲果                              | 欣欣          |                |
| 2014 | 上映     | 基隆                              | 吳念念        | 喬梁           |
| 2014 | 微電影   | 花王50週年 微笑                   | 女兒          |                |
| 2018 | 網路電影 | 狄仁傑之輪迴圖                    | 雪櫻          | 陳懷夫、許警文 |
| 2018 | 網路電影 | 妖天下                            | 安歌          | 陳懷夫、許警文 |
| 2018 | 網路電影 | 失控記憶                          | 楊希穎/楊天穎 | 詹家維、楊宗翰 |
| 2020 | 網路電影 | 奇門遁甲                          | 老闆娘- 春春  | 項秋良、項河生 |
| 2021 | 網路電影 | 一眉先生                          | 玉鳳凰        |                |
| 2021 | 網路電影 | 古董局中局之國畫密碼              | 红衣女        |                |
| 2022 | 網路電影 | 發丘天官：崑崙墟                  | 千葉涼美      |                |
| 2022 | 網路電影 | 長江妖姬                          | 江小虞        |                |
| 2022 | 網路電影 | 笑鬧無底洞                        | 小白          |                |
| 2025 | 網路電影 | 黄沙渡                            | 千柔          |                |

### 音樂錄影帶
- 2010年-符瓊音《很久沒哭了》
- 2010年-符瓊音《最怕冷戰》
- 2010年-符瓊音《不服》
- 2010年-李愛綺《誠懇鬥陣》
- 2011年-李愛綺&蕭煌奇《愛情的負擔》
- 2013年-楊宗緯《想對你說》

### 廣告演出
- 行政院環境保護署 ：自備環保筷環保又自在篇
- 義大遊樂世界新春希遊記篇
- 郭元益食品
- 正官庄 母親節篇
- 三陽工業 SYM Newfighter
- 2012 台灣大哥大與HTC- 同與不同篇
- Xperia ray【2012 DAZZLING蜜糖時尚】限量彩殼亮麗登場
- 東元電機 東元冷氣雙胞胎篇
- 2013 上海新天地建案
- BenQ G2F晚美自拍機
- icashpoint《新點數時代》顛倒空間篇
- 飛利浦美膚儀《閨蜜大作戰》
- 美汁源果粒橙 自然美味嚼得到篇
- HIS&HERS義式布丁【最愛‧被聽見】-用愛，聽見他與她的潛台詞
- 三菱Colt Plus 海洋靚行曲改變篇
- 立邦漆 淨味120系列
- 台灣索尼 Sony HT-MT500 & MT300 SOUND BAR 單件式環繞音響
- 花王 浴室魔術靈、馬桶魔術靈

## 獎項紀錄

### 金鐘獎
| 年份   | 頒獎典禮     | 獎項             | 作品                         | 角色   | 結果 |
| ------ | ------------ | ---------------- | ---------------------------- | ------ | ---- |
| 2017年 | 第52屆金鐘獎 | 戲劇節目女配角獎 | 客家劇場－《明天一起去樂園》 | 郭莉雯 | 提名 |

### 其他獎項
- 國立臺灣師範大學校園民歌大賽冠軍
- 中華民國教育部全國音樂大賽女高音組冠軍

## 外部連結
- 安唯綾 WeiLing Ann的Facebook專頁
- 安唯綾的新浪微博
- 安唯綾的Instagram帳戶
- 安唯綾在互联网电影资料库（IMDb）上的資料（英文）（英文）
- 安唯綾在香港影庫上的簡介
- 安唯綾在豆瓣上的资料（简体中文）
- 安唯綾在时光网上的簡介（简体中文）